# Gabriel Chavarria
Pour les articles homonymes, voir Chavarria.
 (janvier 2019).
Si vous disposez d'ouvrages ou d'articles de référence ou si vous connaissez des sites web de qualité traitant du thème abordé ici, merci de compléter l'article en donnant les références utiles à sa vérifiabilité et en les liant à la section « Notes et références ».
Gabriel Chavarria né le 29 avril 1989 est un acteur américain. Il est connu pour avoir joué Jacob Aguilar dans East Los High d'Hulu et tenir un des rôles principaux de la série télévisée américaine The Purge de USA Network.

## Carrière
En 2007, Gabriel Chavarria fait ses débuts au cinéma dans Écrire pour exister. Le film, réalisé par Richard LaGravenese, sort le 5 janvier 2007.
Il joue Jacob Aguilar dans la série East Los High, créée en 2013 par Hulu.
Il joue, ensuite, Danny, un rôle important dans le film dramatique Lowriders de 2016.
Gabriel Chavarria incarne le soldat humain Preacher dans le film La Planète des singes : Suprématie et un Navy SEAL à bord d'un sous-marin américain dans Hunter Killer. 
En 2018, il interprète l'un des personnages principaux, celui de Miguel Guerrero, un Marines à la recherche de sa sœur dans la série télévisée The Purge.
En 2020, il interprète le rôle de AB Quintanilla l’un des personnages principaux dans la serie Selena The Series inspiré de l’histoire de la chanteuse Tex-Mex Selena Quintanilla.

## Filmographie
- 2007 : Écrire pour exister : Tito
- 2011 : A Better Life : Ramon
- 2013 : East Los High : Jacob Aguilar
- 2016 : Lowriders : Danny Alvarez
- 2016 : La Planète des singes : Suprématie : Preacher
- 2018 : Hunter Killer : U.S. Navy SEAL
- 2018 : The Purge : Miguel Guerrero
- 2020 : Selena : La série : A. B. Quintanilla

## Sources
- (en) Cet article est partiellement ou en totalité issu de l’article de Wikipédia en anglais intitulé « Gabriel Chavarria » (voir la liste des auteurs).